# ووبي غولدبرغ
كارين إلين جونسون (بالإنجليزية: Caryn Elaine Johnson)، وُلدت في 13 نوفمبر 1955، والمعروفة مهنيًا باسم ووبي غولدبرغ (بالإنجليزية: Whoopi Goldberg)، هي ممثلة وكوميدية وكاتبة وشخصية تلفزيونية أمريكية. حصلت على العديد من الجوائز، وتُعد من القلائل الذين نالوا جائزة إيمي، وجائزة غرامي، وجائزة الأوسكار، وجائزة توني، وهي مجموعة الجوائز المعروفة اختصارًا باسم "EGOT". وفي عام 2001، حصلت على جائزة مارك توين للفكاهة الأمريكية.
بدأت غولدبرغ مسيرتها المسرحية عام 1983 من خلال عرضها الفردي Spook Show، والذي انتقل لاحقًا إلى برودواي تحت عنوان Whoopi Goldberg، واستمر عرضه من عام 1984 إلى 1985. فازت بجائزة غرامي لأفضل ألبوم كوميدي عن تسجيل هذا العرض. وكانت انطلاقتها السينمائية في عام 1985 من خلال دورها في فيلم اللون الأرجواني، من إخراج ستيفن سبيلبرغ، حيث جسدت دور "سيلي"، وهي امرأة مضطهدة في جنوب الولايات المتحدة، وفازت عن هذا الدور بجائزة غولدن غلوب لأفضل ممثلة في فيلم درامي.
وفي عام 1990، فازت بجائزة الأوسكار لأفضل ممثلة مساعدة عن دورها في فيلم شبح، حيث أدّت دور وسيطة روحية غريبة الأطوار، كما نالت عن هذا الدور جائزة غولدن غلوب الثانية لها. وشاركت في بطولة فيلم أختي المزعجة عام 1992، وتتمته أختي المزعجة 2: العودة للعادات عام 1993، لتصبح حينها الممثلة الأعلى أجرًا في هوليوود. من أبرز أفلامها الأخرى: قفزة جاك فلاش (1986)، وقلب كلارا (1988)، وصحن الصابون (1991)، وأشباح المسيسيبي (1996)، وتيل (2022). كما أدّت أصواتًا في أفلام الأسد الملك (1994) وحكاية لعبة 3 (2010).
على خشبة المسرح، شاركت غولدبرغ في عروض برودواي منها النسخة الجديدة من مسرحية A Funny Thing Happened on the Way to the Forum لمؤلفها ستيفن سوندهايم، ومسرحية قاع ما ريني السوداء من تأليف أوغست ويلسون. فازت بجائزة توني كمنتجة لمسرحية ميلي العصرية كليًا، ورُشّحت لجائزة توني للمرة الثالثة عام 2011 عن النسخة المسرحية من أختي المزعجة.
في التلفزيون، أدّت شخصية "غاينان" في ستار تريك: الجيل التالي بين عامي 1988 و1993، ثم عادت لتجسد الدور في ستار تريك: بيكارد عام 2022. ومنذ عام 2007، تُشارك كمقدمة ومُحاورة رئيسية في برنامج الحوارات النهاري ذا فيو، وقد فازت عنه بجائزة إيمي النهارية لأفضل مقدمة برنامج حواري. كما قدّمت حفل توزيع جوائز الأوسكار أربع مرات.

## أدوار تلفزيونية
- كابتن بلانيت "Captain Planet and the Planeteers"

## وصلات خارجية
- ووبي غولدبرغ على موقع IMDb (الإنجليزية)
- ووبي غولدبرغ على موقع ميتاكريتيك (الإنجليزية)
- ووبي غولدبرغ على موقع الموسوعة البريطانية (الإنجليزية)
- ووبي غولدبرغ على موقع روتن توميتوز (الإنجليزية)
- ووبي غولدبرغ على موقع مونزينجر (الألمانية)
- ووبي غولدبرغ على موقع ألو سيني (الفرنسية)
- ووبي غولدبرغ على موقع ميوزك برينز (الإنجليزية)
- ووبي غولدبرغ على موقع تيرنر كلاسيك موفيز (الإنجليزية)
- ووبي غولدبرغ على موقع أول موفي (الإنجليزية)
- ووبي غولدبرغ على موقع قاعدة بيانات برودواي على الإنترنت (الإنجليزية)
- Interview with the Sunday Telegraph, May 2009
- Whoopi Goldberg at Emmys.com

* Summary of Goldberg's history with dyslexia
* Interview with the Sunday Telegraph, May 2009
- Interview with the Sunday Telegraph, May 2009
- Whoopi Goldberg at Emmys.com